# 700-летняя ива
700-летняя ива — памятник природы в Государственном национальном природном парке «Алтын-Эмель» в Алматинской области, в 182 км к северо-востоку от Алма-Аты и в 29 км от поселка Басши.

## История и описание
Дерево было обнаружено во время геологических работ в 1960-е годы. В небольшом туранговом лесу находится егерский кордон Кокбастау, рядом с которым растёт ива, возраст которой, предположительно, составляет около 700 лет. Возраст подтверждается размером ствола дерева, а также ветвями в виде толстых стволов, опирающихся о землю. Ива располагается в урочище с тёплыми радоновыми источниками. Местное население считает дерево священным, его порча, по преданию, может принести смерть. Существует легенда, что в XII веке во время похода в Среднюю Азию под этим деревом отдыхал Чингисхан со своим войском.

## Охрана памятника
Памятник находится в списке Особо охраняемых природных территорий со статусом природоохранного и научного учреждения. Охрана объекта возложена на администрацию ГНПП Алтын-Эмель.